# Palo mayor

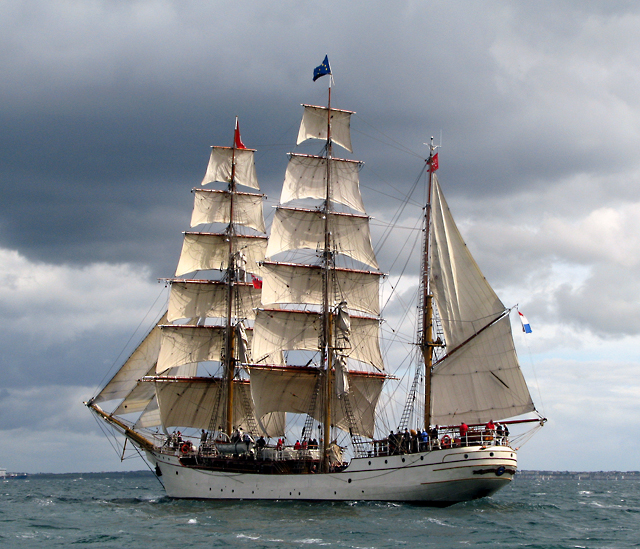
El palo mayor es el central, el segundo empezando por la derecha (popa).

En los barcos de vela de tres palos, el palo mayor es el que ocupa la posición central, siendo el de más a proa el trinquete y el de más a popa el de mesana.
Cuando hay cuatro palos, puede considerarse que el palo mayor es doble, denominándose al de más a proa proel y al de más a popa popel, si bien esta nomenclatura no se atiene a reglas fijas.
Los grandes palos de los veleros están constituidos generalmente por tres piezas empalmadas llamadas macho, mastelero y mastelerillo. Antiguamente se daba al macho del palo mayor una altura de entre dos veces y dos veces y media de la manga de la nave.
Según el Diccionario náutico abreviado, los veleros antiguos solían tener en el palo mayor una cofa con un vigía (llamada también «carajo» en el argot marinero), que, por estar sometido en esas guardias a todo tipo de inclemencias (frío, lluvia, nieve, viento), dio pie a la expresión «mandar al carajo». Era este puesto generalmente usado como castigo.